# فيليب سبتر
ميلان يانكوفيتش (بالصربية: Милан Јанковић)‏ ، من مواليد 23 نوفمبر 1950)، المعروف أيضًا باسم فيليب سبتر (بالصربية: Filip Cepter)‏، (بالصربية: Филип Цептер)‏، هو رجل أعمال صربي. رئيس مجموعة سبتر أنترنشونال.
وفقًا لتصنيف مجلة فوربس، تقدر قيمة أصول فيليب سبتر بعدة مليارات من الدولارات الأمريكية.

## السنوات المبكرة والتعليم
وُلِد فيليب سبتر في كوزارسكا دوبيكا (في البوسنة والهرسك حاليًا) في 23 نوفمبر 1950. هو ابن ميليساف يانكوفيتش وندى ريليجان.
كان تعليم سبتر صارمًا، حيث ركز على دروس الرياضيات والممارسة الرياضية المكثفة. أكمل تعليمه الثانوي في مدرسة Bosanska Dubica الثانوية (البوسنة والهرسك)، ثم ذهب لدراسة الاقتصاد وتخرج بدرجة الماجستير من كلية الاقتصاد بجامعة بلغراد. يجيد اللغة الصربية والألمانية والإنجليزية.
في 21 فبراير 1976 تزوج أستاذة الأدب من مادلينا هورفات. ولديهما ابنة إيما ولدت عام 2000.

## الحياة المهنية
بدأت حياته المهنية في بلغراد عام 1976 مع شركة النقل الدولية «ترانسكوب إنترناشيونال». مكث هناك لمدة عامين كمدير تجاري.
في عام 1986، أنشأ في لينز (النمسا) شركة «سبتر أنترنشونال» 4,5 التي تنتج وتسوق أدوات المطبخ المصنوعة من سبائك الفولاذ المقاوم للصدأ.  اليوم، يبلغ حجم مبيعات الشركة السنوية حوالي مليار يورو، ولديها شركات تابعة في حوالي 60 دولة.  قامت المجموعة بتوسيع مجال نشاطها ليشمل عالم الطب والتجميل وكذلك إلى مجالات أخرى: التأمين والبنوك والعقارات والفنادق. 
في عام 1990، انتقلت عائلة سبتر إلى موناكو،  إنشاء شركة بموجب القانون المحلي، CORPO SAM ، التي تصمم وتنفذ عمليات التسويق والترويج والفعاليات لمنتجات المجموعة في جميع أنحاء العالم.
تعيش عائلة سبتر في Roquebrune-Cap-Martin في جنوب فرنسا. تم بناء الفيلا الخاصة بهم والتي كانت تُعرف سابقًا باسم Villa Aréthuse ، فيلا تريانون   في عام 1893 بناءً على طلب اللورد جورج مونتغمري من قبل المهندس المعماري الدنماركي هانز جورج ترسلينج.

## الأنشطة السياسية

### العلاقة مع السلطة السياسية
كان فيليب تسبتر واحدًا من أوائل وأهم مؤيدي زوران سينجيتش، رئيس وزراء صربيا من 2001 إلى 2003 ومروجًا للإصلاحات الاقتصادية والسياسية الليبرالية الهامة في بلاده.
واصل سبتر دعمه النشط لأجندة سينجيتش المؤيدة للإصلاح والديمقراطية، حيث قال ذات مرة إن شينتشيتش كان «لمحة من الضوء الساطع في حالة اليأس العام».

### التقاضي مع مجموعة الأزمات الدولية
في عام 2003، أرجع أحد تقارير مجموعة الأزمات الدولية تباطؤ الإصلاح الصربي إلى «الهياكل المالية لعهد ميلوسيفيتش» التي أصبحت «أقلية جديدة» تمول مختلف الأحزاب وتؤثر، بحكم الواقع، على قرارات الحكومة. . يذكر اسم فيليب سبتر الذي يقال إنه من بين أولئك الذين استفادوا من «الاحتكارات غير الرسمية الخاصة» في مقابل دعمهم لنظام ميلوسيفيتش.
تشير الأدلة إلى أنه شارك «عن طيب خاطر» في عملية إصلاح في صربيا. علاوة على ذلك، لا ينكر المدعي دفع أكثر من 100000 دولار لجماعة ضغط لمساعدة حكومة شينتشيتش على تحسين علاقاتها مع الولايات المتحدة، «الجهود التي أدت (...) إلى إلغاء ثلثي الديون الخارجية لصربيا». كما تم رفض مزاعم محاولة الابتزاز من جانب كاتب الكتابة. 

## الاهتمامات والرعاية

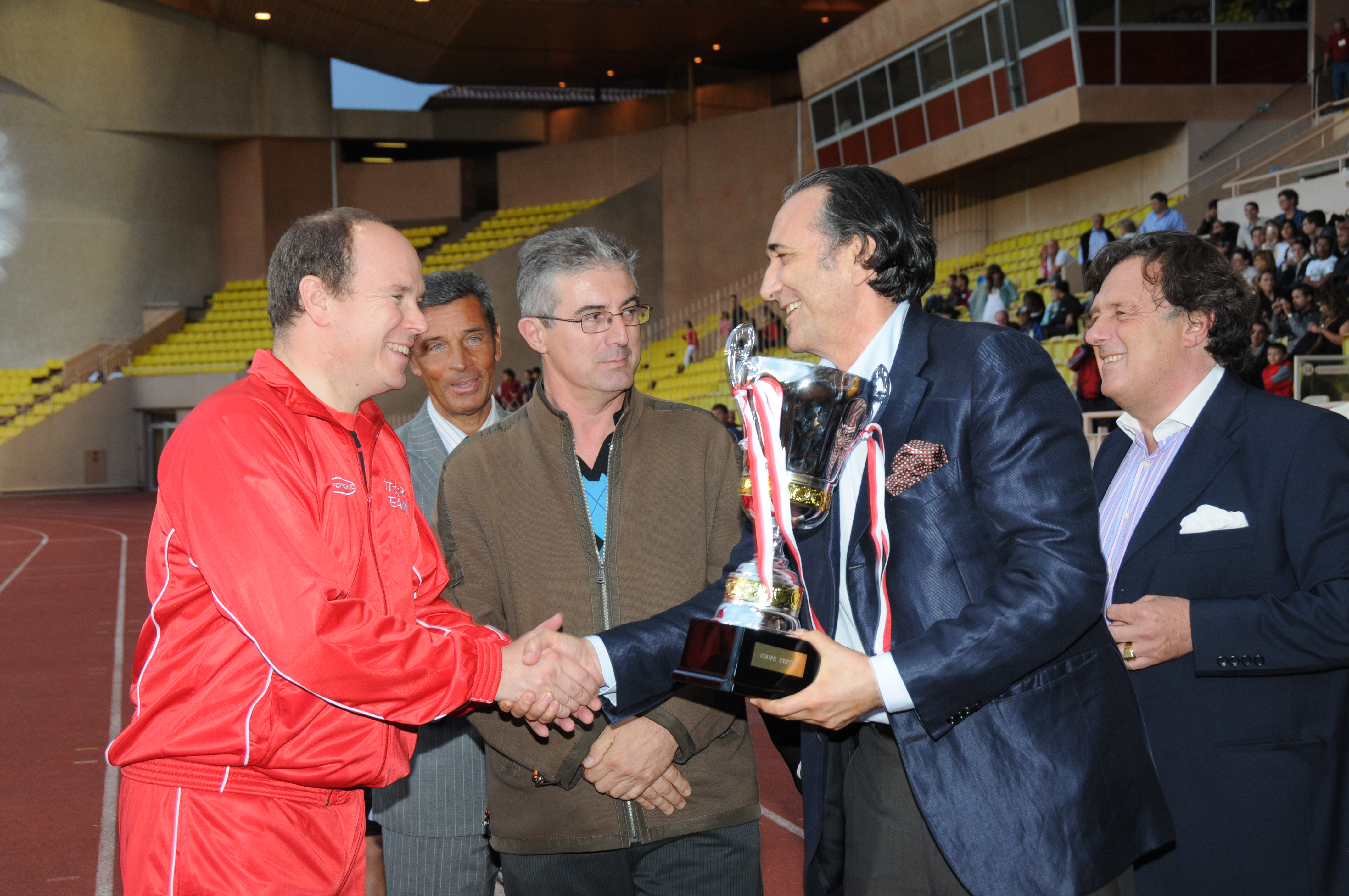
صاحب السمو الملكي ألبرت الثاني ملك موناكو ، يتسلم من يد السيد فيليب سبتر كأس سبتر. ملعب لويس الثاني، موناكو.

شاركت مجموعة سبتر لعدة عقود في الرعاية التي تشمل الرياضة والثقافة والأعمال الخيرية. من بينها، بطولة العالم للفورمولا 1، وبطولة أوفشور  ، والعديد من راليات السيارات، وعوالم هوكي الجليد، والعديد من بطولات التنس ATP ، ومهرجان كان، وبناء وإدارة دار الأوبرا الخاصة الوحيدة في أوروبا  - بلغراد مادلينيانوم، مؤسسة مادلين سبتر، التي تمنح المنح وتدعم المشاريع المختلفة، متحف سبتر (بلغراد) الذي يشكل مجموعة من الأعمال من عام 1950 إلى يومنا هذا،   الجائزة الأدبية مادلين زيتر،    جائزة سبتر أنترنشونال للتصميم، دار النشر سبتر Book World ،  أول دار مزادات في بلغراد (MadlArt)، جائزة الشيف الشاب.   

## الجوائز / التكريم

### الجوائز الرئيسية التي تلقاها فيليب سبتر
تم تسمية فليب سبتر باسم Cavaliere في وسام الاستحقاق للعمل من الجمهورية الإيطالية في عام 1997 لمساهمته البارزة في تطوير الصناعة في ذلك البلد.
تقديراً للفوائد التي جلبتها أوكرانيا وسكانها، تم اكتشاف الكوكب الصغير N6589 المكتشف في عام 1985 من قبل Ljudmila Ivamovna Cernih ونيكولاي ستيبانوفيتش سيرنيه من مرصد القرم للفيزياء الفلكية، وتم تسجيله في عام 2000 تحت المرجع N6589 -JANKOVIC (سبتر). من قبل الاتحاد الفلكي الدولي. في نفس العام تم تعيينه في أكاديمية العلوم (قسم البيئة) في جمهورية أوكرانيا.
في عام 2011، مُنح فيليب سبتر ميدالية الشرف في جزيرة إليس (الولايات المتحدة الأمريكية)  لأعماله الخيرية لصالح الصحة وتحسين الحالة البشرية.

### الجوائز الرئيسية التي حصلت عليها مجموعة سبتر أنترنشونال Group (59)
- 1994: منظمة حماية القلب والأوعية الدموية (بولندا). مُنحت جائزة لمكافحته ضد الكوليسترول.
- 1994/1995/1996/1997/2010: جائزة «الزئبق الذهبي»، إيطاليا، منحت لتقدمها التكنولوجي وأصالة منتجاتها.[30]
- 2000: «جائزة أوروبا الذهبية» في مدريد (إسبانيا) لجودة منتجاتها ونجاحها التجاري.[31]
- 2000: جائزة أوروبا الدولية للجودة من باريس (فرنسا).
- 2002: جائزة "Golden BIATEC D'Or" الممنوحة في براتيسلافا (سلوفاكيا)، ص 3 (60).
- 2004: منح جائزة قوس أوروبا الدولية للجودة والقيادة والتكنولوجيا والابتكار في فرانكفورت (ألمانيا).
- 2014: جائزة «أفضل ابتكار مطبخ للعام، جائزة أفضل منتج صديق للمستهلك» في فرانكفورت (ألمانيا).

## روابط خارجية
- Affäre: Der König der Töpfe ، 8 مايو 2004